# Meziměstí
Meziměstí é uma cidade checa localizada na região de Hradec Králové, distrito de Náchod‎.